# Cavaliere dorato
Il Cavaliere dorato è una statua situata a piazza Neustädter Markt, a Dresda in Germania.

## Descrizione
Raffigura Augusto il Forte e si trova tra il ponte Augusto e la via Hauptstraße. È considerato uno dei monumento più noti di Dresda e una delle sculture più importanti del barocco di Dresda.

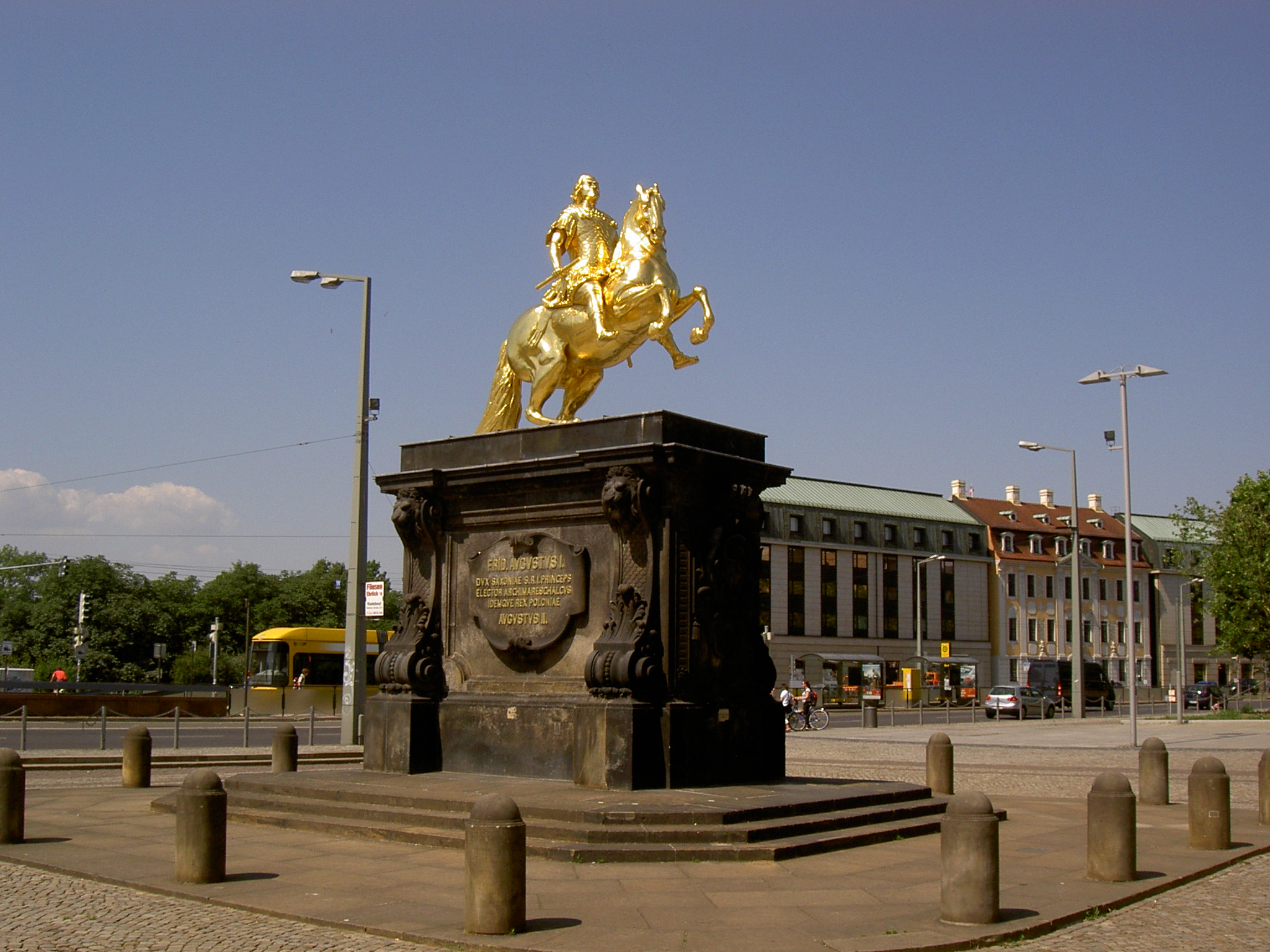
Panoramica della statua

La statua mostra Augusto come un Cesare con indosso un'armatura e rivolto in direzione nord-est verso la Polonia, mentre è a cavallo di uno stallone lipizzano. La statua era originariamente realizzata mediante la tecnica della doratura a fuoco; in seguito durante il restauro del 1956, venne usata la tecnica della foglia d'oro.

## Storia
Il monumento fu inaugurato il 26 novembre 1736.
La scultura fu restaurata per la prima volta da Costantino Lipsius nel 1884. Nel 1885 Lipsius completò la scultura inserendo sulla base un'iscrizione latina.
Tra il 1943 e il 1944 il monumento fu smantellato a causa della guerra. Dal 1953 al 1956 lo scultore Walter Flemming riassemblò la statua e la restaurò. Nel 1956, il monumento fu ricostruito come parte dei festeggiamenti del 750º anniversario della fondazione di Dresda. Fu nuovamente coperto con la foglia d'oro nel 1965.
Dal 2001 al 2003 la scultura è stata nuovamente restaurata.